# Torbjörn Thedéen
Torbjörn Thedéen, född 3 februari 1931 i Nyköping, Södermanlands län, död 2 februari 2019, var en svensk statistiker. Thedéen är mest känd för att ha medverkat i Sveriges Televisions valvakor (1982-?).
Torbjörn Thedéen är även far till Erik Thedéen, Sveriges riksbankschef.